# Gubat
Gubat ist eine philippinische Stadtgemeinde in der Provinz Sorsogon. Sie hat 59.534 Einwohner (Zensus 1. August 2015), die in 51 Barangays lebten. Gubat gehört zur zweiten Einkommensklasse der Gemeinden auf den Philippinen. Sie liegt ca. 17 km östlich der Provinzhauptstadt Sorsogon City, an der San-Bernardino-Straße. Ihre Nachbargemeinden sind Sorsogon City und Casiguran im Westen, Barcelona im Süden, Prieto Diaz im Norden. 

## Baranggays
| - Ariman - Bagacay - Balud Del Norte (Pob.) - Balud Del Sur (Pob.) - Benguet - Bentuco - Beriran - Buenavista - Bulacao - Cabigaan - Cabiguhan - Carriedo - Casili - Cogon | - Cota Na Daco (Pob.) - Dita - Jupi - Lapinig - Luna-Candol (Pob.) - Manapao - Manook (Pob.) - Naagtan - Nato - Nazareno - Ogao - Paco - Panapao - Panganiban (Pob.) - Paradijon (Pob.) | - Patag - Payawin - Pinontingan (Pob.) - Rizal - San Ignacio - Sangat - Santa Ana - Tabi - Tagaytay - Tigkiw - Tiris - Togawe - Union |